# Dean-Charles Chapman
Dean-Charles Chapman (Romford, 7 settembre 1997) è un attore britannico.

## Biografia
Conosciuto soprattutto per aver interpretato il ruolo da protagonista in Billy Elliot the Musical nel Victoria Palace Theatre e per il ruolo di Tommen Baratheon ne Il Trono di Spade a partire dalla quarta stagione, nel 2019 ha recitato nel film 1917, diretto da Sam Mendes. Nella quinta stagione de Il Trono di Spade è stato promosso nel cast regolare per poi lasciarlo alla fine della sesta stagione.

## Filmografia

### Cinema
- Before I Go to Sleep, regia di Rowan Joffé (2014)
- Un amore per caso (Man Up), regia di Ben Palmer (2015)
- Ogni tuo respiro (Breathe), regia di Andy Serkis (2017)
- L'uomo sul treno - The Commuter (The Commuter), regia di Jaume Collet-Serra (2018)
- Here Are The Young Men, regia di Eoin C. Macken (2018)
- Blinded by the Light - Travolto dalla musica (Blinded by the Light), regia di Gurinder Chadha (2019)
- Il re (The King), regia di David Michôd (2019)
- 1917, regia di Sam Mendes (2019)
- Here Are the Young Men, regia di Eoin Macken (2020)
- Catherine (Catherine Called Birdy), regia di Lena Dunham (2022)

### Televisione
- Fun Song Factory – serie TV (2007)
- The Story Makers – serie TV (2007)
- Casualty – serie TV, episodio 22x11 (2007)
- Cuckoo – serie TV, episodio 1x02 (2012)
- The Revolting World of Stanley Brown – serie TV (2012)
- The White Queen, regia di James Kent, Jamie Payne e Colin Teague – miniserie TV, 4 puntate (2013)
- Glue – miniserie TV, 2 puntate (2014)
- Ripper Street – serie TV, episodio 3x04 (2014)
- Fungus the Bogeyman – miniserie TV, 3 puntate (2015)
- Il Trono di Spade (Game of Thrones) – serie TV, 18 episodi (2013-2016)
- Will – serie TV, 3 episodi (2017)
- Into the Badlands – serie TV, 7 episodi (2018-2019)
- The Walk-In - serie TV, 5 episodi (2022)
- The Acolyte - La seguace (The Acolyte) – serie TV, 2 episodi (2024)

## Teatro
All'inizio ha interpretato il ruolo di un ragazzino, in seguito gli fu affidato il personaggio di Michael, il migliore amico di Billy. Grazie all'enorme successo ottenuto interpretando il ruolo, gli è stato concesso di interpretare il ruolo da protagonista. Chapman è il secondo più longevo membro del cast della produzione, e colui che ha interpretato Billy Elliot più a lungo.
- Billy Elliot the Musical - (2005-2009) - vari ruoli
- Billy Elliot the Musical - (2009-2011) - Billy Elliot

## Doppiatori italiani
Nelle versioni in italiano delle opere in cui ha recitato, Dean-Charles Chapman è stato doppiato da:
- Andrea Di Maggio in Ogni tuo respiro, L'uomo sul treno - The Commuter, Blinded by the Light - Travolto dalla musica, Il re, The Acolyte - La seguace
- Federico Campaiola in 1917, Catherine
- Arturo Valli ne Il Trono di Spade

## Riconoscimenti
- Screen Actors Guild Award
  - 2017- Candidatura al miglior cast in una serie drammatica per Il Trono di Spade